# Попельжин-Дольни
Попельжин-Дольни (пол. Popielżyn Dolny) — село в Польщі, у гміні Нове Място Плонського повіту Мазовецького воєводства.
Населення — 24 особи (2011).
У 1975-1998 роках село належало до Цехановського воєводства.

## Демографія
Демографічна структура станом на 31 березня 2011 року:
|          | Загалом | Допрацездатний вік | Працездатний вік | Постпрацездатний вік |
| -------- | ------- | ------------------ | ---------------- | -------------------- |
| Чоловіки | 14      | 0                  | 11               | 3                    |
| Жінки    | 10      | 1                  | 3                | 6                    |
| Разом    | 24      | 1                  | 14               | 9                    |